# Coates, Minnesota
Coates är en ort i Dakota County i Minnesota. Vid 2020 års folkräkning hade Coates 147 invånare.